# Scuromanius testaceipes
Scuromanius testaceipes is een keversoort uit de familie Mauroniscidae. De wetenschappelijke naam van de soort is voor het eerst geldig gepubliceerd in 1914 door Champion.